# Pjesme s planine
Pjesme s planine drugi je studijski album zagrebačkog rock glazbenika Drage Mlinarca, koji izlazi 1972. Većina materijal za album nastaje 1972. dok se Mlinarec odmara u planinama. Uz Dragu Mlinareca na snimanju sudjeluju još i Nenad Zubak, Srecko Zubak, Jadranko Budić i Ivan "Piko" Stančić. Skladbe su rađene u stilu progresivnog rocka, pa tako naslovna pjesma traje deset minuta, dok "Dijete zvijezda" traje gotovo dvanaest minuta. Album je u nekim dionicam vrlo sličan zvuku sastava "Time", ali sa svojom elektronskim fazama i na kvartet "Crosby, Stills & Nash (and Young)". Promociju albuma radi 1973. na "BOOM" festivalu kada ga prate na gitarama Jadranko Budić i Veselin Oršolić, Mladen Baraković na bas-gitari, na orguljama Julije Njikoš i bubnjevima Peco Petej. LP objavljuje diskografska kuća Jugoton, a na njemu se nalazi devet skladbi.

## Popis pjesama
1. "Noćna ptica" (3:22)
2. "Pjesma o njenim snovima" (3:33)
3. "Trebao sam ali nisam" (2:41)
4. "Pjesme s planine" (9:15)
5. "Skladište tišine" (4:24)
6. "Otac i sin" (3:49)
7. "Dijete zvijezda" (11:34)

## Izvođači
- Drago Mlinarec - vokal, akustična gitara, usna harmonika
- Nenad Zubak - bas-gitara
- Srećko Zubak - klavijature
- Jadranko Budić - električna gitara, prateće vokali
- Ivan Stančić - bubnjevi

## Vanjske poveznice
- Diskografija Drage Mlinarca